# Honey West
Honey West est une série télévisée américaine en trente épisodes de 26 minutes, en noir et blanc, créée par Aaron Spelling d'après le personnage de la détective privé Honey West inventé par G.G. Fickling et diffusée entre le 17 septembre 1965 et le 8 avril 1966 sur le réseau ABC.
En France, la série a été diffusée en 1997 sur Disney Channel.

## Synopsis
Cette série met en scène les enquêtes du détective privé Honey West (Anne Francis), jolie jeune femme aux talents multiples possédant un ocelot nommé Bruce comme animal domestique, qui dirige l'agence héritée de son père.

## Distribution
- Anne Francis : Honey West
- John Ericson : Sam Bolt
- Irene Hervey : Tante Meg

## Épisodes
1. The Swingin' Mrs. Jones
2. The Owl and the Eye
3. The Abominable Snowman
4. A Matter of Wife and Death
5. Live a Little, Kill a Little
6. Whatever Lola Wants…
7. The Princess and the Paupers
8. In the Bag
9. The Flame and the Pussycat
10. A Neat Little Package
11. A Stitch in Crime
12. A Million Bucks in Anybody's Language
13. The Gray Lady
14. Invitation to Limbo
15. Rockabye the Hard Way
16. A Nice Little Till to Tap
17. How Brillig, O, Beamish Boy
18. King of the Mountain
19. It's Earlier Than You Think
20. The Perfect Un-Crime
21. Like Visions and Omens and All That Jazz
22. Don't Look Now, But Isn't That Me
23. Come to Me, My Litigation Baby
24. Slay, Gypsy, Slay
25. The Fun-Fun Killer
26. Pop Goes the Easel
27. Little Green Robin Hood
28. Just the Bear Facts Ma'am
29. There's a Long, Long, Fuse A'Burning
30. An Eerie, Airy, Thing

## Commentaires
Le personnage d'Honey West, créé par le duo d'écrivains Gloria et Forest Fickling, plus connu sous le pseudonyme G.G. Fickling, est le premier détective féminin de la littérature policière populaire.
Le personnage apparaît pour la première fois à la télévision, en 1965, dans un épisode de la série L'Homme à la Rolls (Burke's Law), avant de devenir l'héroïne de sa propre série.
ABC fondait beaucoup d'espoir dans cette production pensant qu'elle pourrait rivaliser avec Chapeau melon et bottes de cuir (The Avengers) dont les héroïnes, Emma Peel (Diana Rigg) et Cathy Gale (Honor Blackman), ressemblaient beaucoup à Honey West. Mais ce ne fut pas le cas et la série s'arrêta après une saison seulement.

## Récompense
- Golden Globe Award 1966 : Meilleure actrice de télévision pour Anne Francis